# Bonfol
Bonfol (hist. Pumpfel) – miejscowość w gminie Basse-Vendline w północno-zachodniej Szwajcarii, w kantonie Jura, w okręgu Porrentruy. Do 31 grudnia 2023 samodzielna gmina.

## Demografia
W Bonfol mieszka 625 osób. W 2020 roku 11,9% populacji gminy stanowiły osoby urodzone poza Szwajcarią. 